# The Simpsons (29.ª temporada)
A vigésima nona temporada da série de televisão animada The Simpsons foi programada para estrear na Fox em 1 de outubro de 2017 e terminou em 20 de maio de 2018. Em 4 de novembro de 2016, The Simpsons foi renovado a uma 29.ª temporada. Esta temporada ultrapassou o programa Gunsmoke como a série roteirizada mais longa no horário nobre da televisão estadunidense, em número de episódios, com o episódio 636 da série "Forgive and Regret".
A temporada contou com aparições de Martin Short, Nikolaj Coster-Waldau e Norman Lear. Além disso, Bob's Burgers e The Simpsons irão juntar-se a uma couch gag nesta temporada, e Bill Plympton também animará a sexta couch gag, tendo anteriormente feito isso na 23.ª temporada no episódio "Beware My Cheating Bart", 24.ª temporada no episódio "Black Eyed, Please", "Married to the Blob" da 25.ª temporada, "Lisa the Veterinarian" da 27.ª temporada e "22 for 30" da 28.ª temporada. Esta temporada também contará com Kelsey Grammer retomando seu papel como Sideshow Bob por um cameo de canto em um episódio de 2018, Homer está procurando ajuda de Shaquille O'Neal ("Gone Boy") e uma música escrita pela estrela convidada Rachel Bloom ("Springfield Splendor").[carece de fontes?] Também foi anunciado na prévia da temporada na San Diego Comic-Con International que a família Simpson viajará para Nova Orleães para a JazzFest ("Lisa Gets the Blues"), e que um episódio que It, de Stephen King apresentou Krusty, o Palhaço ("Fears of a Clown").
Em 30 de agosto de 2017, foi anunciado que o compositor há tempos Simpsons, Alf Clausen, saiu da série. Os novos compositores fazem parte da Bleeding Fingers Music, embora Clausen tenha sido creditado como o compositor de "Whistler's Father".

## Episódios
| № na série | N.º na temp. | Título original                                    | Dirigido por      | Escrito por                                                     | Exibição original      | Cód. de produção | Espectadores nos EUA (em milhões) |
| ---------- | ------------ | -------------------------------------------------- | ----------------- | --------------------------------------------------------------- | ---------------------- | ---------------- | --------------------------------- |
| 619        | 1            | "The Serfsons"                                     | Rob Oliver        | Brian Kelley                                                    | 1 de outubro de 2017   | WABF17           | 3.26                              |
| 620        | 2            | "Springfield Splendor"                             | Matthew Faughnan  | Tim Long & Miranda Thompson                                     | 8 de outubro de 2017   | WABF22           | 5.25                              |
| 621        | 3            | "Whistler's Father"                                | Matthew Faughnan  | Tom Gammill & Max Pross                                         | 15 de outubro de 2017  | WABF16           | 2.91                              |
| 622        | 4            | "Treehouse of Horror XXVIII"                       | Timothy Bailey    | John Frink                                                      | 22 de outubro de 2017  | WABF18           | 3.66                              |
| 623        | 5            | "Grampy Can Ya Hear Me"                            | Bob Anderson      | Bill Odenkirk                                                   | 5 de novembro de 2017  | WABF19           | 2.86                              |
| 624        | 6            | "The Old Blue Mayor She Ain't What She Used to Be" | Matthew Nastuk    | Tom Gammill & Max Pross                                         | 12 de novembro de 2017 | WABF20           | 4.75                              |
| 625        | 7            | "Singin' in the Lane"                              | Michael Polcino   | Ryan Koh                                                        | 19 de novembro de 2017 | WABF21           | 2.67                              |
| 626        | 8            | "Mr. Lisa's Opus"                                  | Steven Dean Moore | Al Jean                                                         | 3 de dezembro de 2017  | XABF01           | 4.28                              |
| 627        | 9            | "Gone Boy"                                         | Rob Oliver        | John Frink                                                      | 10 de dezembro de 2017 | XABF02           | 6.06                              |
| 628        | 10           | "Haw-Haw Land"                                     | Bob Anderson      | Tim Long                                                        | 7 de janeiro de 2018   | XABF03           | 6.95                              |
| 629        | 11           | "Frink Gets Testy"                                 | Chris Clements    | Dan Vebber                                                      | 14 de janeiro de 2018  | XABF04           | 8.04                              |
| 630        | 12           | "Homer is Where the Art Isn't"                     | Timothy Bailey    | Kevin Curran                                                    | 18 de março de 2018    | XABF05           | 2.07                              |
| 631        | 13           | "3 Scenes Plus a Tag from a Marriage"              | Matthew Nastuk    | Tom Gammill & Max Pross                                         | 25 de março de 2018    | XABF06           | 2.15                              |
| 632        | 14           | "Fears of a Clown"                                 | Steven Dean Moore | Michael Price                                                   | 1 de abril de 2018     | XABF08           | 2.06                              |
| 633        | 15           | "No Good Read Goes Unpunished"                     | Mark Kirkland     | Jeff Westbrook                                                  | 8 de abril de 2018     | XABF07           | 2.15                              |
| 634        | 16           | "King Leer"                                        | Chris Clements    | Daniel Furlong & Zach Posner                                    | 15 de abril de 2018    | XABF10           | 2.26                              |
| 635        | 17           | "Lisa Gets the Blues"                              | Bob Anderson      | David Silverman & Brian Kelley                                  | 22 de abril de 2018    | XABF11           | 2.19                              |
| 636        | 18           | "Forgive and Regret"                               | Rob Oliver        | Bill Odenkirk                                                   | 29 de abril de 2018    | XABF09           | 2.47                              |
| 637        | 19           | "Left Behind"                                      | Lance Kramer      | História por : Al Jean Roteiro por : Joel H. Cohen & John Frink | 6 de maio de 2018      | XABF12           | 2.15                              |
| 638        | 20           | "Throw Grampa from the Dane"                       | Michael Polcino   | Rob LaZebnik                                                    | 13 de maio de 2018     | XABF13           | 2.14                              |
| 639        | 21           | "Flanders' Ladder"                                 | Matthew Nastuk    | J. Stewart Burns                                                | 20 de maio de 2018     | XABF14           | 2.10                              |